# エリノア・マルクス

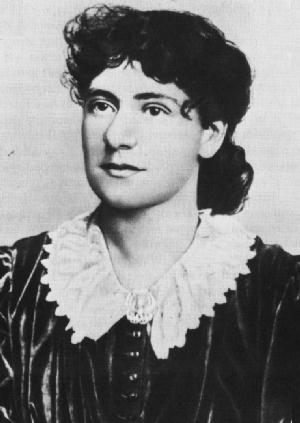
エリノア・マルクス

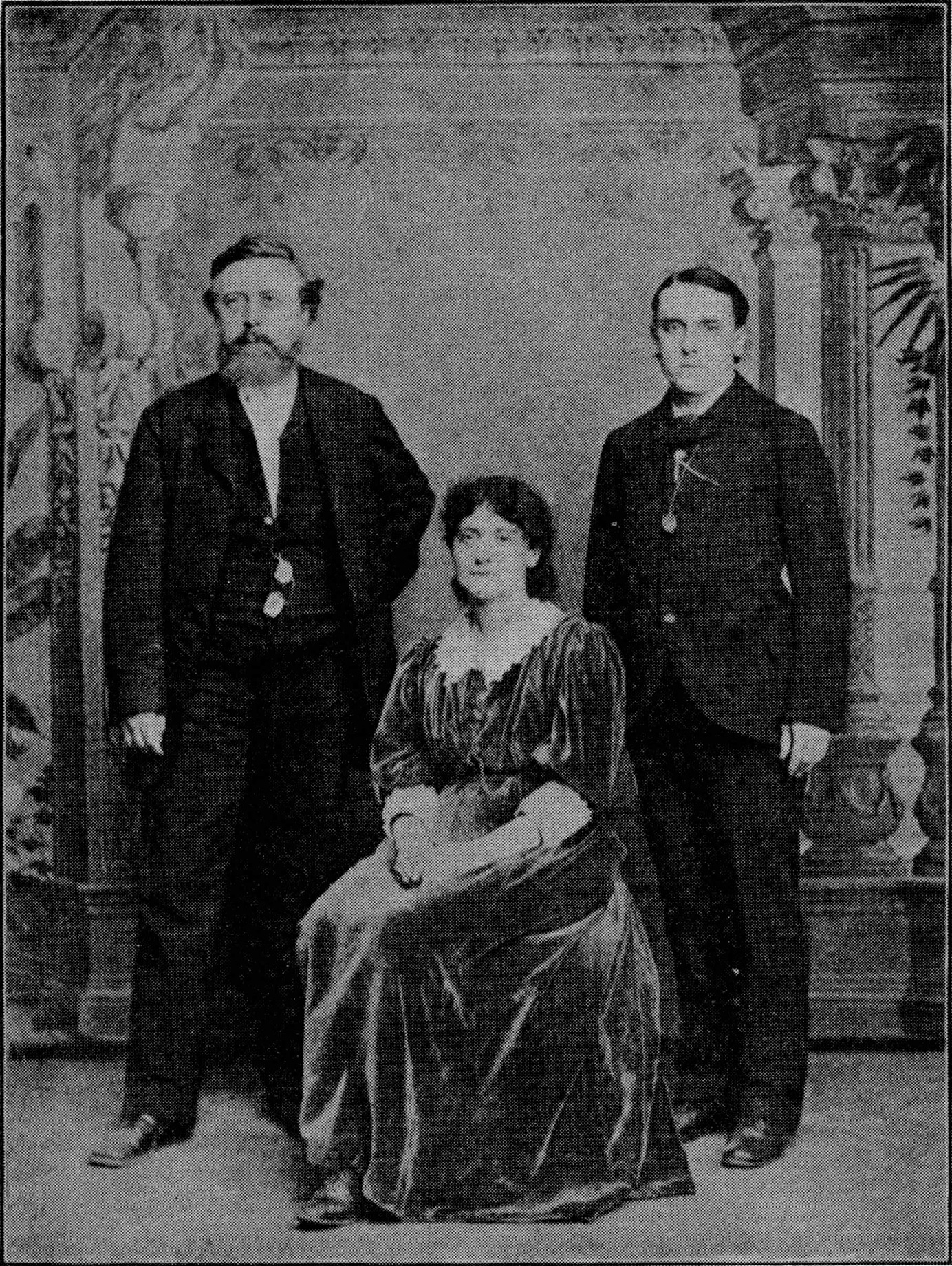
ヴィルヘルム・リープクネヒト（左）とエドワードエイヴリング（右）と共に写るエリノア（1886年）

ジェニー・エリノア・マルクス（Jenny Julia Eleanor Marx、1855年1月16日 - 1898年3月31日）は、イギリスの社会主義活動家、翻訳家。カール・マルクスの末娘。若い頃からの渾名は「トゥッシー（Tussy）」

## 来歴

### 前半生

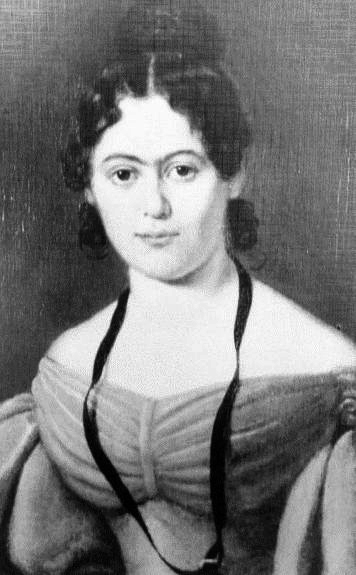
母ジェニー

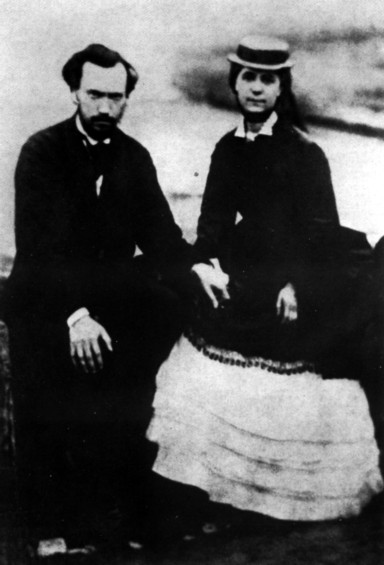
長姉カロリーナとその夫。1870年

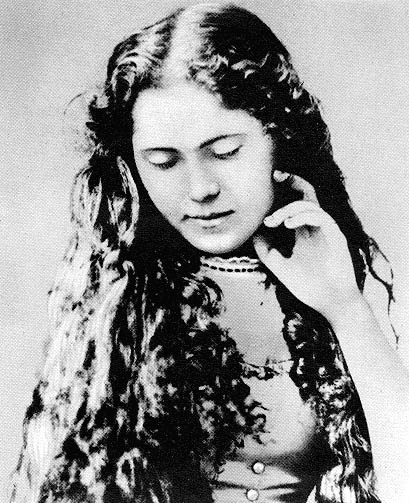
次姉ラウラ。1860年。1911年に夫のポール・ラファルグと心中した。

ロンドンで父カール・マルクスと母イェニー・マルクスとの間に、第六子、四女として生まれる。
早い時期から政治に興味を見出しており、子供の頃政治家に手紙を書き送りさえしたという。12歳の時、マンチェスター殉教者に対し絞首刑が執行されるのだが、この時の体験が生涯にわたるフェニアンへの共感を形成する事となる。
父からの聞き語りも、文学に対する興味を掻き立てる上で重要な役割を果たし、3歳にしてウィリアム・シェイクスピアの作品を数節暗唱できた程であった
10代になるまでには、シェークスピアに対する愛好が高じて、「ドッグベリー・クラブ」を結成する事となる。このクラブではエリノアの他、彼女の家族やクララ・コレットの家族 が皆シェークスピアの作品を暗唱。
16歳で父の秘書となり、社会主義者の会議に随行した。1年後、ジャーナリストでパリ・コミューンにも参加するも、コミューン崩壊後ロンドンに亡命していたプロスペル＝オリヴィエ・リサガレーと恋に落ちる。
父カールは政治的にはリサガレーに賛同していたが、2人の年齢差を理由に関係を認めなかった（リサガレーは当時34歳）。エリノアは当時ブライトンに移り、教師を務めていた。
リサガレーの『1871年のコミューン史』 の執筆を手伝った1年後、英語に翻訳。父カールは同書を気に入ったものの、未だ2人の関係を認めるには至らなかった。1880年までにはこれまでの立場から一転して、結婚を認める事となる。しかし、エリノア自身は1882年、リサガレーとの関係を清算した。
1881年に母イエニーを、1883年には姉のジェニー・ロンゲと父カール・マルクスを相次いで亡くしている。なおカールの生前、未完の草稿や主著『資本論』の英語版の刊行を任された。

### 政治活動家として
1884年、ヘンリー・ハインドマン率いる社会民主同盟（SDF）に加わり幹部に就く。SDFでの活動中にエドワード・エイヴリングと出会う。同年にはSDFを脱退し、分派である社会主義同盟を結成。
分派結成にはハインドマンの専横的な運営が非難を受けた事、国際主義に批判的であった事が要因として挙げられる。例えば後者についてハインドマンは、エリノアの姉ラウラとその夫のポール・ラファルグが党員であった縁で、フランス労働党へ代議員を送るべしというエリノアの考えを一蹴。なお、社会主義同盟の最も著名な党員としては、ウィリアム・モリスがいる。
社会主義同盟の月刊紙「公共の福利」に「革命的国際主義運動の記録」というコラムを定期的に寄稿。
1884年には作家で労働組合員のクレメンティナ・ブラックと出会い、女性労働組合同盟にも参加。ガス労働者組合を組織した他、多数の著書や論説を書いている。
1885年、パリで国際社会主義者会議の結成に関わる。翌年にはエイヴリングとドイツの社会主義者ヴィルヘルム・リープクネヒトと共にアメリカ合衆国へ赴き、ドイツ社会民主党の資金集めに奔走。
だが社会主義同盟は1880年代末までに、政治活動を支持する者と反対派とに分かれ、深刻な分裂を来たす。議会制民主主義が必然的に妥協と退廃を齎すと考えるウィリアム・モリス派と、選挙そのものに反対するアナーキスト派とに分裂したのである。
政治活動への参加を支持するマルクスとエイヴリングは、党内でも肩身の狭い思いを強いられた。社会主義同盟の第4回年次大会では、2人が属するブルームズベリー派が、社会主義者の統一組織を立ち上げるべきと決議。
なお、この決議は一部党員が地方、国政両選挙での候補擁立を支持していたにもかかわらず、反対多数で否決されている。
さらに、この時点で社会主義同盟は党の政策に反するとして、SDFとの共同候補を擁立した、ブルームズベリー派80名の党員資格を停止。そのため同派は社会主義同盟を脱党、新たにブルームズベリー社会主義協会を立ち上げた。
1893年にはケア・ハーディが独立労働党（ILP）を結党すると、マルクスはオブザーバーとして設立総会に加わる（エイヴリングは代議員であった）。
しかし、マルクス主義でILPを統一しようとする2人の取り組みは、キリスト教社会主義が党内で強い影響力を保つ中で失敗。1897年、マルクスとエイヴリングは社会主義同盟の殆どの元党員と同様、社会民主同盟への復党を果たす

### 演劇人として
1880年代、演劇が社会主義なりフェミニズムの手段になるとして、益々興味を深め、自らも俳優業に乗り出す。また、ギュスターヴ・フローベールの『ボヴァリー夫人』を初めて英訳するなど、文学作品の翻訳も数多くこなしている。この他にも翻訳した作品としては、ヘンリック・イプセンの『海の夫人』や『民衆の敵』 などがある。
1886年にはイプセンの『人形の家』をロンドンで上演。自身はノラ役、エイヴリングはヘルメル役、そしてクロクスタ役はバーナード・ショーであった。

### 晩年と死後

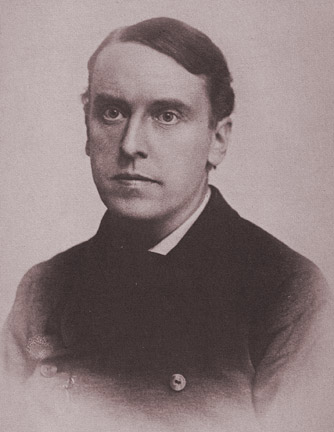
内縁の夫エイヴリンは1872年に裕福な遺産相続人の女性と結婚するも2年で破綻、離婚しないまま1892年に妻死亡。1897年に23歳の女優と再婚。アヘン中毒で借金癖があったと言われる。エレノアはマルクスから相続した遺産を彼に遺した。

1898年、病弱のエイヴリングが極秘裏に年下の女優と結婚していた事が発覚。彼の病気は末期状態にあっただけに、エリノアはその不貞さに深く落胆する事となる。
エリノアは同年3月31日、地元の薬剤師へ「犬用にシアン化水素（青酸カリ）を少量処方してほしい」とのメモを、メイドに言付けた。
薬剤師に処方してもらった青酸カリを受け取ると、領収書を薬剤師に返すため、メイドを薬剤師の元へ送る。その後自室に引き篭もり、遺書を残して服毒自殺。戻ったメイドがエリノアを発見した時には、殆ど息をしておらず、医師が駆け付けた時点で既に死亡していた。43歳だった。
4月5日に葬儀が執り行われ、参列者が多数出席。エイヴリングの他、ロバート・バナー、エドゥアルト・ベルンシュタイン、ピート・カレン、ヘンリー・ハインドマン、そしてウィル・ソーンが挨拶に立った。葬儀の後、サリー州の火葬場で荼毘に付された。エイヴリングも4ヶ月後の8月2日に48歳で死去した。
遺灰を納めた骨壺は、社会民主同盟やイギリス社会党、イギリス共産党などの革新政党が長年に渡り厳重に保管した。ロンドンのハイゲイト墓地で父カールらと共に埋葬されたのは、半世紀以上経った1956年の事であった。
2008年9月9日、晩年を過ごしたロンドン南東部のシドナムの旧宅にブルー・プラークが設置された。

## 映画
2020年に『ミス・マルクス』のタイトルで映画化され、ロモーラ・ガライがエレノアを演じた。

### 著書
- The Factory Hell. With Edward Aveling. London: Socialist League Office, 1885.
- The Woman Question. With Edward Aveling. London: Swan Sonnenschein & Co., 1886.
- Shelley's Socialism: Two Lectures. London: privately printed, 1888.
- Israel Zangwill / Eleanor Marx: "A doll's house" repaired. London (Reprinted from: "Time", March, 1891)
- The Working Class Movement in America. With Edward Aveling. London: Swan Sonnenschein & Co., 1891.
- The Working Class Movement in England: A Brief Historical Sketch Originally Written for the "Voles lexicon" Edited by Emmanuel Wurm. London: Twentieth Century Press, 1896.

### 翻訳書
- Edward Bernstein, Ferdinand Lassalle as a Social Reformer. London: Swan Sonnenschein & Co. 1893.
- Gustave Flaubert, Madame Bovary: Provincial Manners. Vizetelly & Co., London 1886
- Henrik Ibsen, An Enemy of the People. Walter Scott Publishing Co., London 1888
- Henrik Ibsen, The Pillars of Society and Other Plays. London: W. Scott, 1888.
- Henrik Ibsen, The Lady from the Sea.  Fisher T. Unwin, London 1890
- Henrik Ibsen, The Wild Duck: A Drama in FIve Acts. W.H. Baker, Boston 1890
- [Prosper-Olivier Lissagaray, History of the Commune of 1871. Reeves / Turner, London 1886
- Georgii Plekhanov|George Plechanoff, Anarchism and Socialism. Twentieth Century Press, London 1895